# Ratnagiri
|  | Aquest article tracta sobre sobre la ciutat de Ratnagiri a Maharashtra. Si cerqueu la muntanya al Rajasthan, vegeu «Muntanya de Ratnagiri». |

Ratnagiri (marathi रत्नागिरी) és una ciutat portuària i municipalitat a Maharashtra, capital del districte de Ratnagiri, al Konkan. Està situada a 16° 59′ N, 73° 18′ E / 16.98°N,73.3°E. Segons el cens del 2001 la població era de 70.335 habitants. El 1901 la població era de 16.094 habitants. La fortalesa està en una roca entre dues petites badies.
La ciutat es va formar per l'agrupació de quatre pobles petits el 1822; foren escollits com a capital del districte de South Konkan en el lloc de Bankot i els quatre pobles units van ser declarats ciutat. Districte i ciutat van agafar el nom de Ratnagiri. El 1867 es va erigir un far. La municipalitat es va formar el 1876.

## Galeria

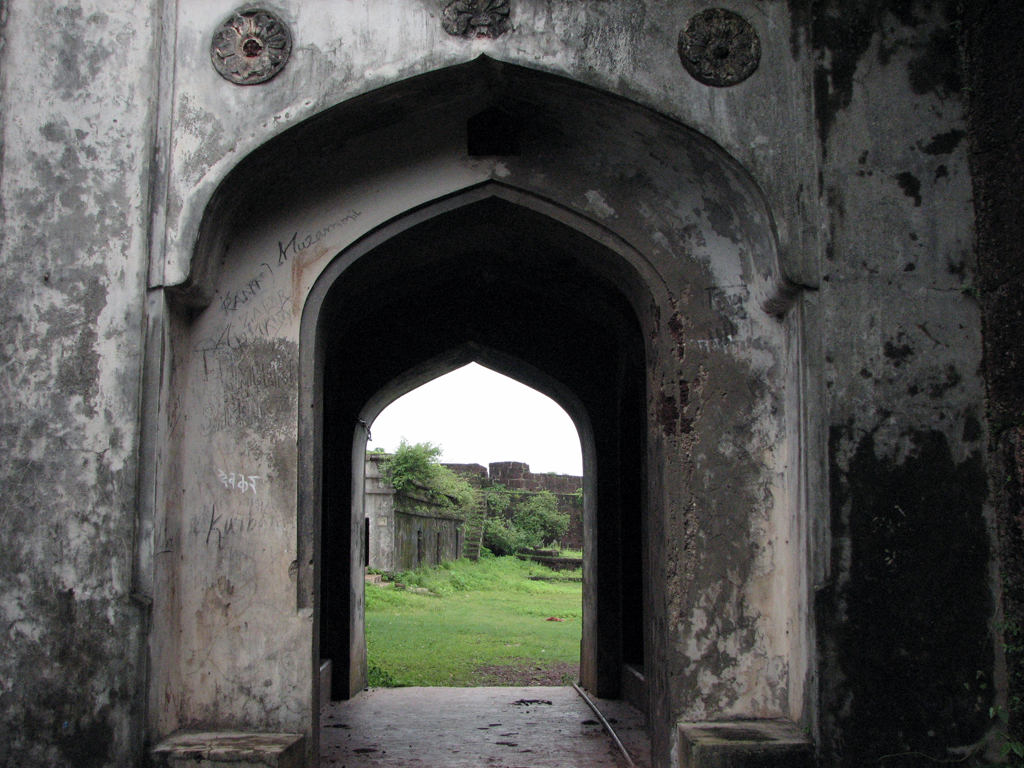
Fort Jaigadh, porta principal
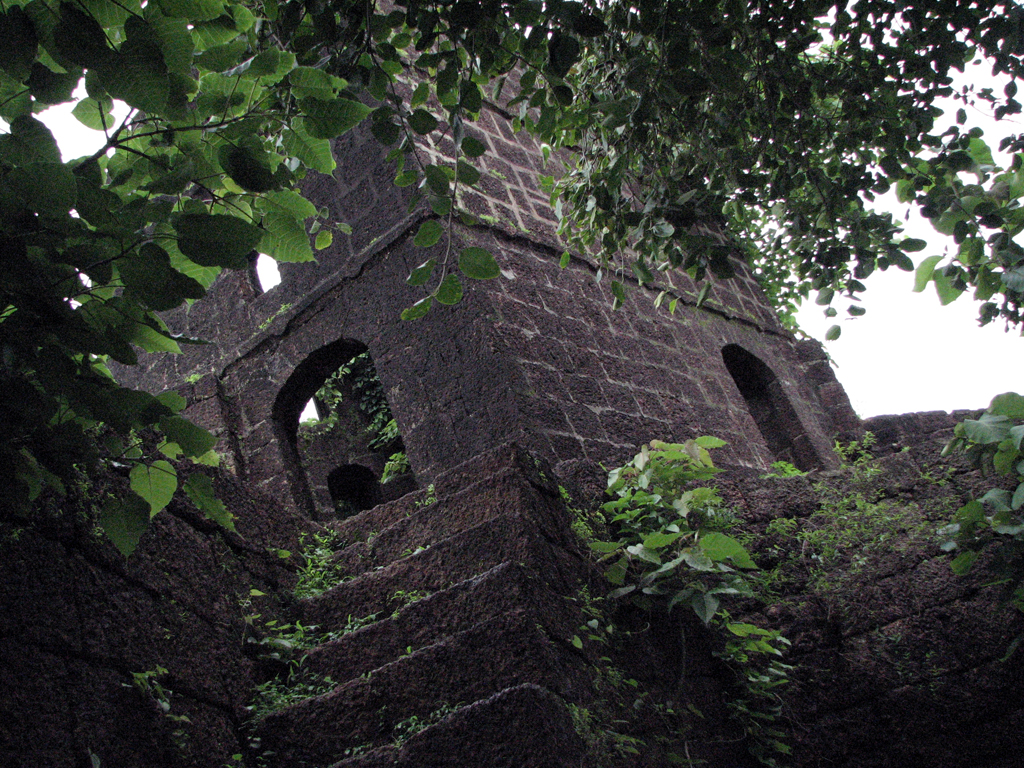
Jaigadh Buruj
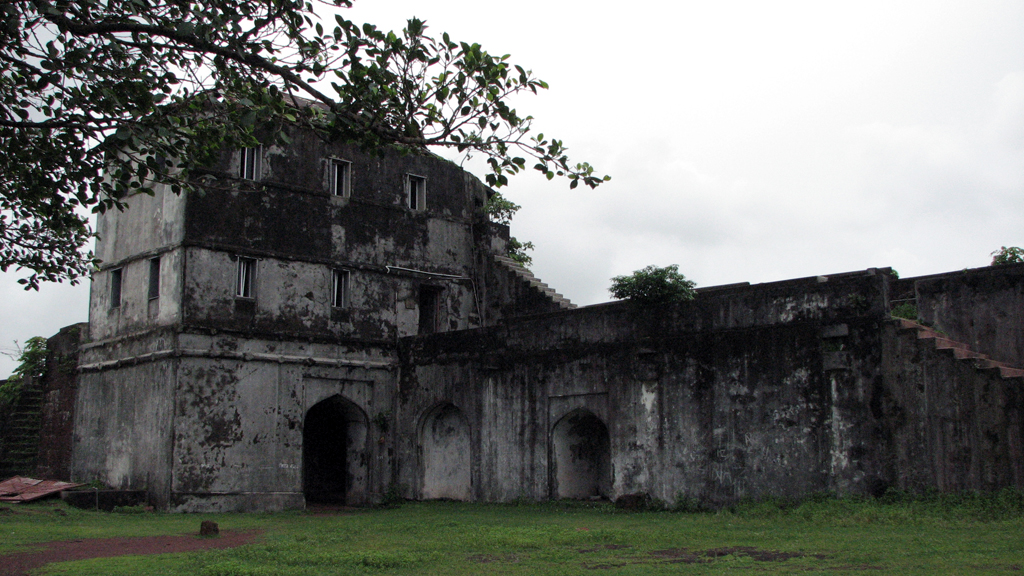
Interior del fort Jaigadh
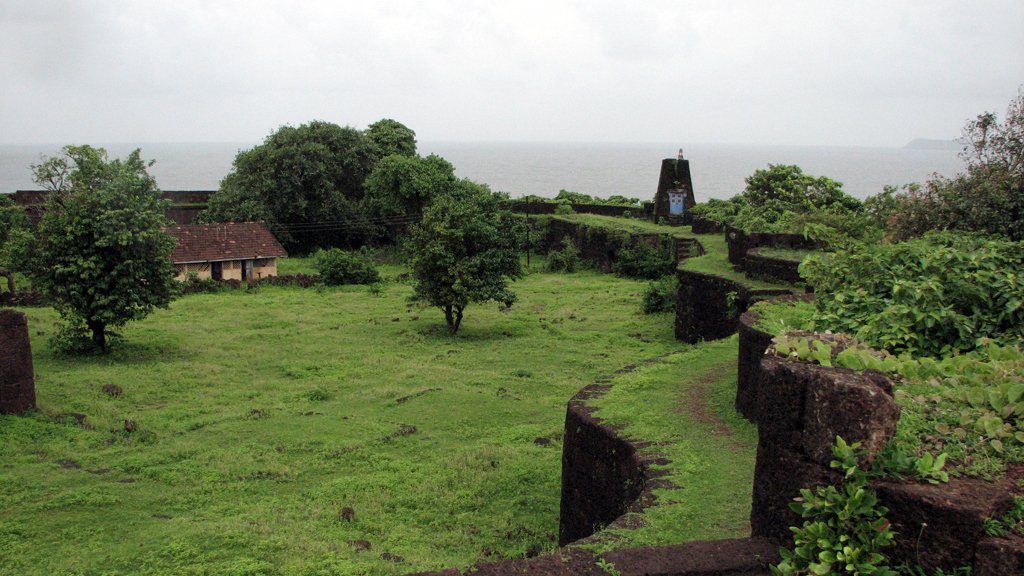
Vista del fort Jaigadh
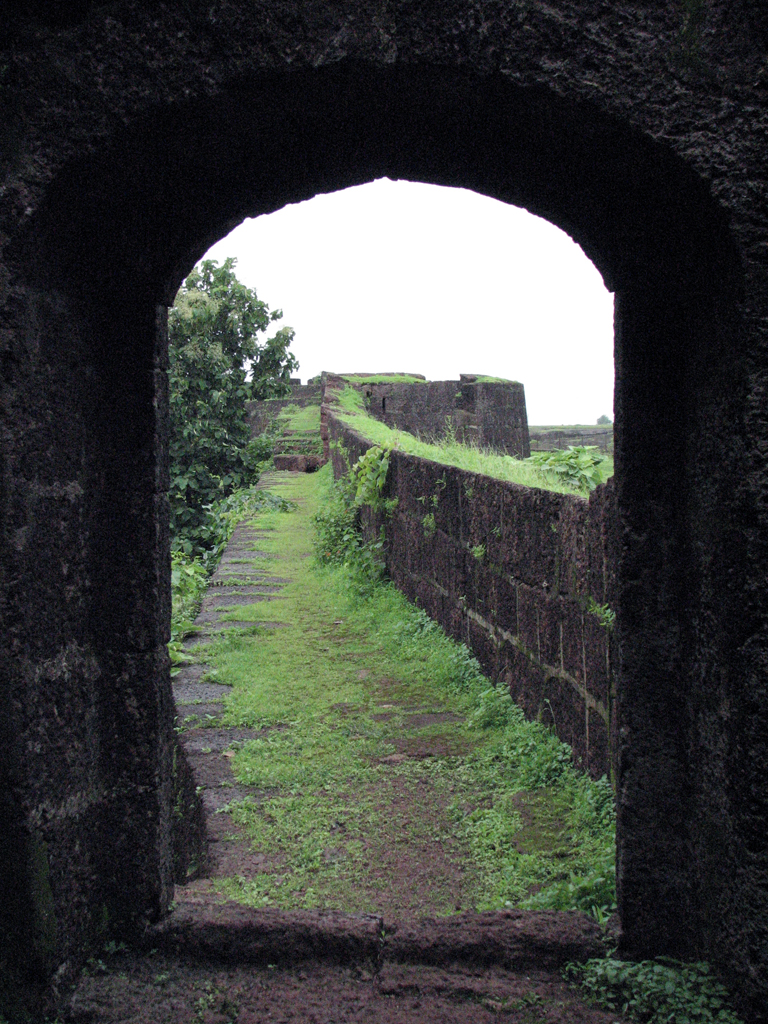
Pas al fort
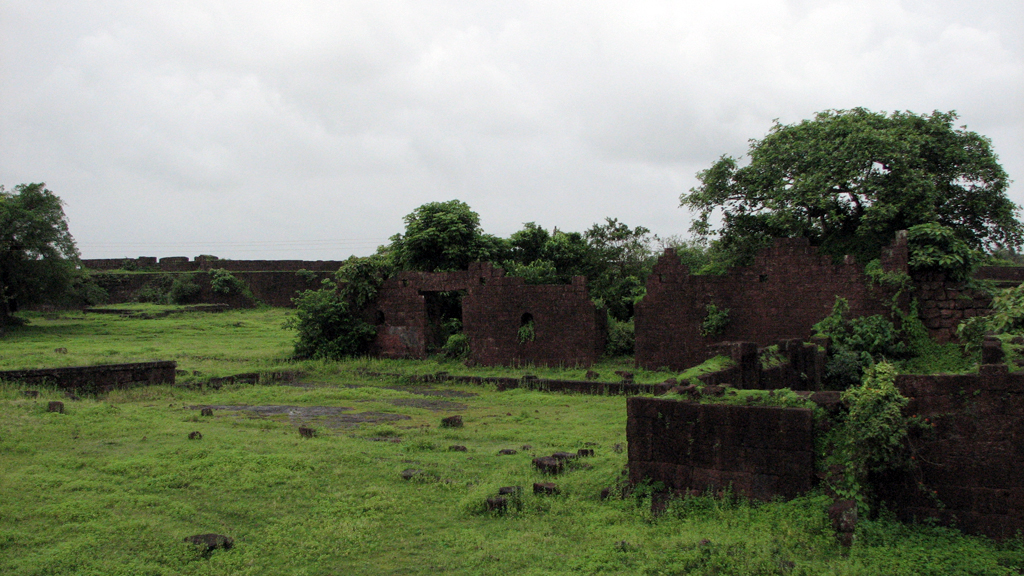
Interior del fort
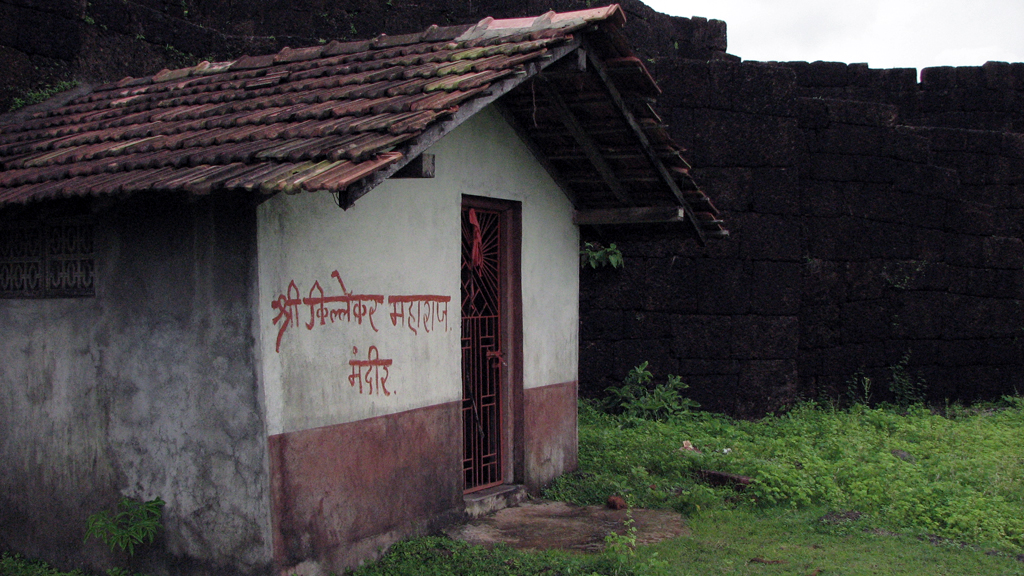
Cabana de cacera del Maharaj Mandeer
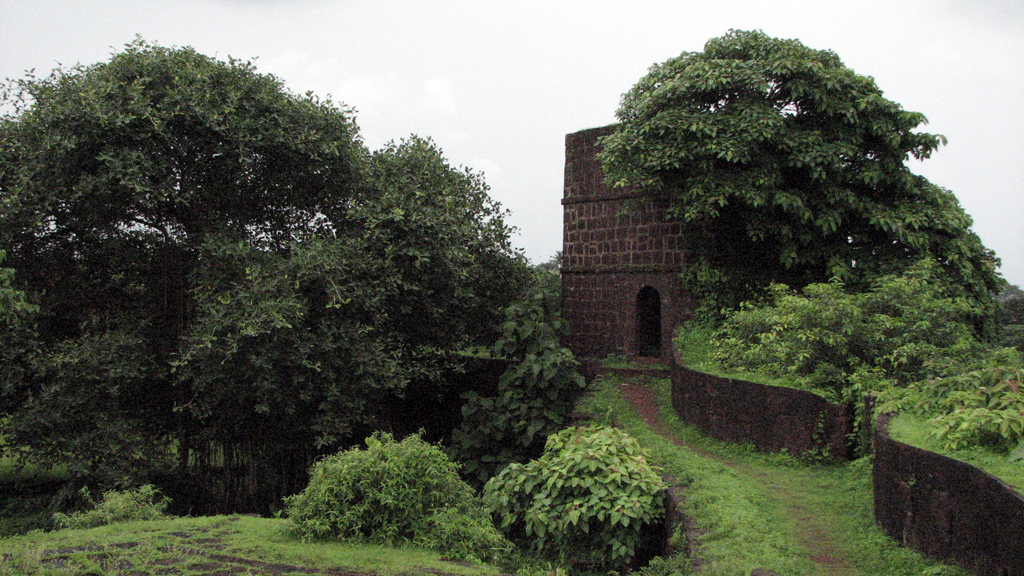
Muralla del fort Jaigadh
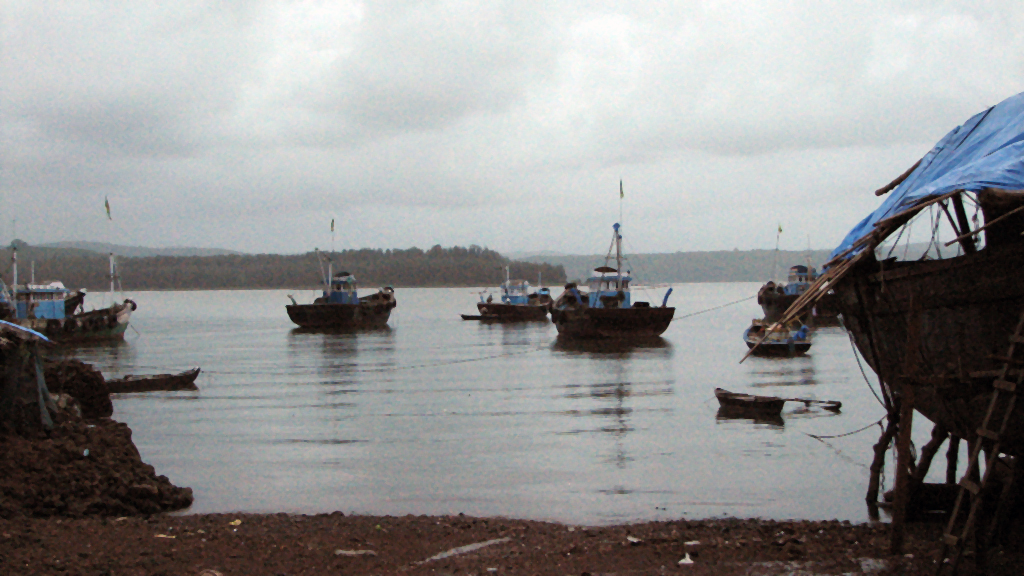
Jaigadh Bandar
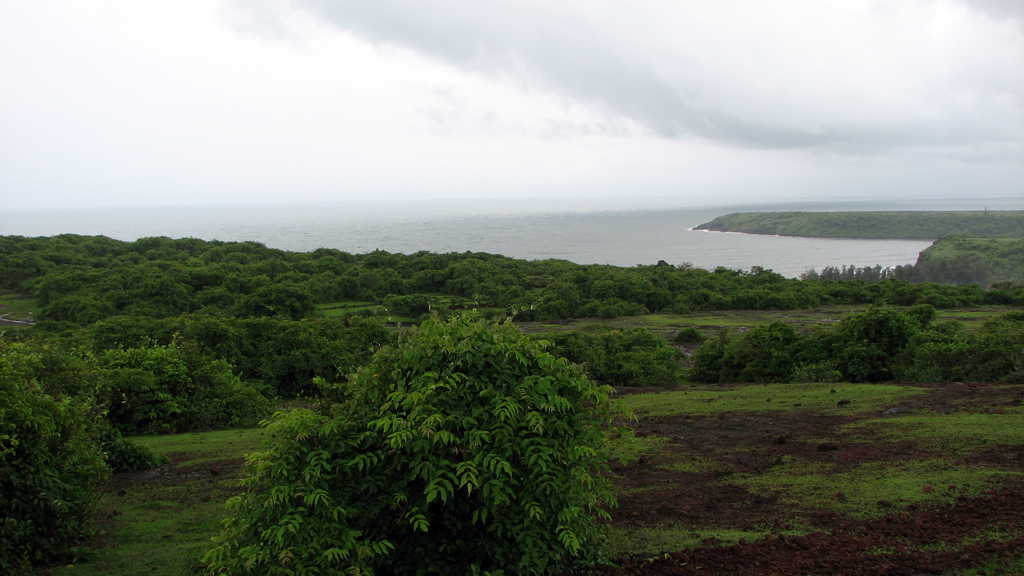
La mar a Jaigadh
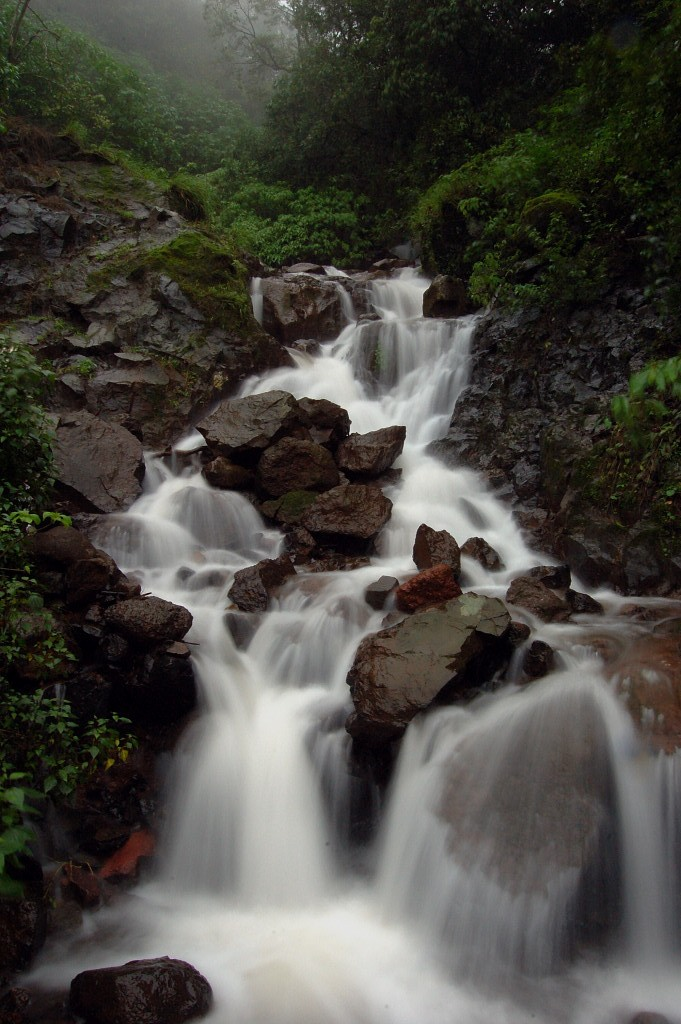
Cascada prop de Nachane, Ratnagiri